# Ertem Eğilmez
Ertem Eğilmez, né le 18 février 1929 à Trabzon et mort le 21 septembre 1989 à  İstanbul, est un réalisateur, scénariste et producteur turc.

## Filmographie

### Réalisateur
- 1964 : Fatos'un fendi Tayfur'u yendi
- 1965 : Kart horoz
- 1965 : Sürtük
- 1965 : Helal adanali celal
- 1966 : Ben bir sokak kadiniyim
- 1966 : Bir millet uyaniyor
- 1966 : Seni bekleyecegim
- 1966 : Seni seviyorum
- 1966 : Senede bir gün
- 1967 : Surtugun kizi
- 1967 : Ölünceye kadar
- 1967 : Ömre bedel kiz
- 1967 : Yasli gözler
- 1968 : Ingiliz Kemal
- 1968 : Nilgün
- 1968 : Sevemez kimse seni
- 1969 : Bos çerçeve
- 1970 : Küçük hanimefendi
- 1970 : Sürtük
- 1971 : Beyoglu güzeli
- 1971 : Kalbimin efendisi
- 1971 : Senede bir gün
- 1971 : Son hiçkirik
- 1972 : Sev kardesim
- 1972 : Tatli dillim
- 1973 : Canim kardesim
- 1973 : Oh Olsun
- 1973 : Yalanci yarim
- 1974 : Köyden Indim Sehire
- 1974 : Mavi boncuk
- 1974 : Salak milyoner
- 1975 : Hababam sinifi
- 1976 : Hababam sinifi sinifta kaldi
- 1976 : Süt kardesler
- 1977 : Gülen gözler
- 1977 : Hababam sinifi uyaniyor
- 1977 : Saban Oglu Saban
- 1978 : Hababam sinifi tatilde
- 1979 : Erkek güzeli Sefil Bilo
- 1980 : Banker Bilo
- 1981 : Hababam sinifi güle güle
- 1985 : Namuslu
- 1985 : Asik oldum
- 1988 : Arabesk

### Scénariste
- 1966 : Ölmeyen ask
- 1974 : Mavi boncuk

- 1986 : Milyarder

### Producteur
- 1961 : Yaman gazeteci
- 1962 : Batti balik
- 1962 : Bes kardestiler
- 1962 : Gençlik hülyalari
- 1963 : Iki gemi yan yana
- 1964 : Fatos'un fendi Tayfur'u yendi
- 1964 : Gözleri ömre bedel
- 1964 : Kirk küçük anne
- 1965 : Taçsiz kral
- 1965 : Bilen kazaniyor
- 1965 : Helal adanali celal
- 1965 : Sürtük
- 1966 : Senede bir gün
- 1966 : Allahaismarladik yavrum (coproducteur)
- 1966 : Ben bir sokak kadiniyim (coproducteur)
- 1966 : Bir millet uyaniyor (coproducteur)
- 1966 : Denizciler geliyor (coproducteur)
- 1966 : Ölmeyen ask (coproducteur)
- 1966 : Seni bekleyecegim (coproducteur)
- 1966 : Seni seviyorum (coproducteur)
- 1967 : Büyük kin
- 1967 : Surtugun kizi
- 1967 : Elveda
- 1967 : Kara Davut
- 1967 : Ömre bedel kiz
- 1967 : Silahlari ellerinde öldüler
- 1967 : Yasli gözler
- 1968 : Gönüllü kahramanlar
- 1968 : Ingiliz Kemal
- 1968 : Nilgün
- 1968 : Sevemez kimse seni
- 1968 : Yayla kartali
- 1969 : Aci ile karisik
- 1969 : Aysecik ile Ömercik
- 1969 : Daglar bulutlu efem
- 1969 : Fakir kizi Leyla
- 1969 : Hazreti Ali
- 1969 : Mezarimi tastan oyun
- 1970 : Dikkat... Kan araniyor
- 1970 : Sürtük
- 1971 : Hayat sevince güzel (coproducteur)
- 1971 : Kalbimin efendisi
- 1971 : Senede bir gün
- 1973 : Oh Olsun
- 1974 : Bosver arkadas
- 1974 : Kanli deniz
- 1974 : Köyden Indim Sehire
- 1974 : Mavi boncuk
- 1975 : Bizim aile
- 1975 : Hababam sinifi
- 1975 : Delisin
- 1975 : Ah nerede
- 1976 : Aile serefi
- 1976 : Hababam sinifi sinifta kaldi
- 1976 : Süt kardesler
- 1976 : Tosun Pasa
- 1977 : Cennetin çocuklari
- 1977 : Çöpçüler krali
- 1977 : Hababam sinifi uyaniyor
- 1977 : Nehir
- 1978 : Kibar Feyzo
- 1978 : Hababam sinifi dokuz doguruyor
- 1978 : Neseli günler
- 1978 : Sultan
- 1979 : Erkek güzeli Sefil Bilo
- 1980 : Banker Bilo
- 1986 : Milyarder